# 莫異蘭
莫異蘭（？—？），字馨山，廣西臨桂縣人。清朝翰林。

## 生平
乾隆三十三年（1768年）戊子科廣西鄉試第一名舉人（解元），乾隆三十四年（1769年）中式己丑科三甲進士。選翰林院庶吉士，散館改主事。官至湖南長沙府知府。